# Salto del Nervión
El salto del Nervión o la Cola de Caballo es una cascada del río Délica (nombre que recibe el río Nervión en ese punto) que tiene 222 metros de caída, saltando entre las cotas de 790 y 578 metros sobre el nivel del mar, por lo que es el salto de agua de mayor altura de toda la península ibérica. La cascada está situada en el cuadrante noroccidental de Álava.
Junto con el cañón de Delika y el hayedo de Santiago forma parte del Inventario Español de Lugares de Interés Geológico, con una superficie de 40.58 hectáreas, extendiéndose por los municipios de Amurrio, Cuartango y Urcabustaiz.
El salto se forma en el curso del río Délica, originado por la confluencia de los arroyos Iturrigutxi, Ajiturri y Urita, que ve interrumpido su cauce por una pared vertical con relieve monoclinal de caliza coniacienses,  situada en el concejo  amurriano de Délica, provincia de  Álava, entre el Monumento natural del Monte Santiago, provincia de Burgos, y la sierra de Guillarte, por donde fluye hacia los cortados del Cañón de Délica. Al discurrir por un terreno kárstico, el cauce es estacional y solo se precipita por la cascada unos meses al año coincidiendo con época de lluvias o deshielo de nieves. El resto del año las aguas del sistema kárstico manan en la zona del valle, ya cerca de la localidad de Orduña. Una vez pasado el salto, el río Délica recibe ya la denominación de río Nervión.

## Acceso

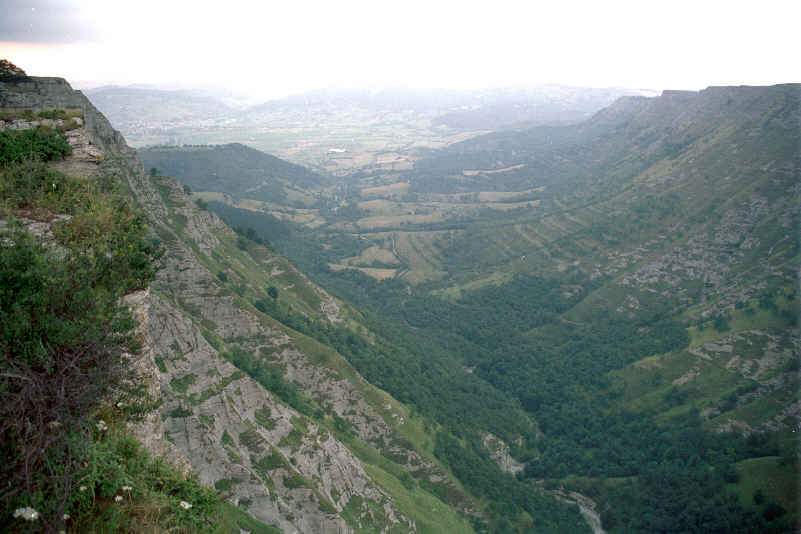
Valle de Delica visto desde el mirador del salto del Nervión

El acceso desde Berberana (Burgos), está habilitado mediante un sendero señalizado que lleva a un mirador. Una vez coronado el puerto o pasado Berberana hay que dejar el coche en unos aparcamientos habilitados para los visitantes del Monte Santiago y seguir la marcha hacia el mirador situado en dirección este. Antes de llegar al mismo se pasa por una lobera rehabilitada, que nos recuerda la presencia ancestral del lobo en estas tierras.

También se puede acceder al salto desde Álava, recorriendo 1h 30 min a pie, saliendo de la barrera situada después del pueblo de Untza, lo que permite bordear el cañón. 

## Véanse también
- Monumento Natural del Monte Santiago
- Cañón de Délica
- Orduña
- Berberana